# ミラノ〜サンレモ2011
ミラノ〜サンレモ2011は、ミラノ〜サンレモの102回目のレース。2011年3月19日に行われた。

## 概要
日本チャンピオンの宮澤崇史と世界チャンピオンのトル・フースホフトを先頭に東日本大震災で亡くなった方々への追悼のための黙祷が行われた後スタートが切られた。
10km地点からその宮澤を含む4名が先行して逃げ集団を形成。メイン集団とのタイム差は最大で13分半まで拡大した。その後レ・マニエ峠に於いてメイン集団内で相次いで落車が発生。上りではフースホフトが落車、2009年覇者のマーク・カヴェンディッシュ（チーム・HTC - ハイロード）も遅れを取ってしまう。さらに下りで2連覇を狙うオスカル・フレイレ（ラボバンク）も落車。結局、レ・マニエ峠で取り残された選手はチプレッサ峠で驚異的なアタックを見せたミケーレ・スカルポーニ（ランプレ・ISD）を除いてメイン集団に最後まで追いつくことができなかった。逃げ集団もレ・マニエ峠を下りきった直後に全て吸収されている。
チプレッサ峠とポッジョ峠でのアタック合戦の末、先頭は8名まで絞られてのゴールスプリント勝負となった。スカルポーニやフィリップ・ジルベール（オメガファーマ・ロット）が仕掛ける中で、スプリンターで唯一残っていたマシュー・ゴス（チーム・HTC - ハイロード）がファビアン・カンチェラーラ（レオパルド・トレック）を抑えて初優勝を果たした。ミラノ〜サンレモでのオーストラリア国籍選手の優勝は史上初めて。
前述の通り、200km以上に渡る逃げを見せた宮澤は15分51秒遅れの134位で完走している。

## 結果
ミラノからサンレモまで、全行程298km。
|     | 選手名                       | 国籍           | チーム                                      | 時間          |
| --- | ---------------------------- | -------------- | ------------------------------------------- | ------------- |
| 1   | マシュー・ゴス               | オーストラリア | チーム・HTC - ハイロード                    | 6時間51分10秒 |
| 2   | ファビアン・カンチェラーラ   | スイス         | レオパルド・トレック                        | 同            |
| 3   | フィリップ・ジルベール       | ベルギー       | オメガファーマ・ロット                      | 同            |
| 4   | アレッサンドロ・バッラン     | イタリア       | BMC・レーシングチーム                       | 同            |
| 5   | フィリッポ・ポッツァート     | イタリア       | チーム・カチューシャ                        | 同            |
| 6   | ミケーレ・スカルポーニ       | イタリア       | ランプレ・ISD                               | 同            |
| 7   | ヨアン・オフルド             | フランス       | FDJ                                         | 同            |
| 8   | ヴィンチェンツォ・ニバリ     | イタリア       | リクイガス・キャノンデール                  | +03秒         |
| 9   | フレフ・ファンアヴェルマート | ベルギー       | BMC・レーシングチーム                       | +10秒         |
| 10  | スチュアート・オグレディ     | オーストラリア | レオパルド・トレック                        | +12秒         |
| 134 | 宮澤崇史                     | 日本           | ファルネーゼ・ヴィーニ - ネーリ・ソットーリ | +15分51秒     |

## UCIワールドランキング個人総合成績
3月21日現在
| 順位 | 選手名                     | 国籍           | チーム                   | ポイント |
| ---- | -------------------------- | -------------- | ------------------------ | -------- |
| 1    | マシュー・ゴス             | オーストラリア | チーム・HTC - ハイロード | 203      |
| 2    | ミケーレ・スカルポーニ     | イタリア       | ランプレ・ISD            | 118      |
| 3    | カデル・エヴァンス         | オーストラリア | BMC・レーシングチーム    | 108      |
| 4    | トニー・マルティン         | ドイツ         | チーム・HTC - ハイロード | 108      |
| 5    | キャメロン・マイヤー       | オーストラリア | ガーミン・サーヴェロ     | 106      |
| 6    | アンドレアス・クレーデン   | ドイツ         | チーム・レディオシャック | 88       |
| 7    | ファビアン・カンチェラーラ | スイス         | レオパルド・トレック     | 86       |
| 8    | フィリップ・ジルベール     | ベルギー       | オメガファーマ・ロット   | 86       |
| 9    | ベン・スウィフト           | イギリス       | チーム・スカイ           | 82       |
| 10   | ロベルト・ヘーシンク       | オランダ       | ラボバンク               | 80       |